# Caprimulgus pectoralis
Caprimulgus pectoralis е вид птица от семейство Caprimulgidae.

## Разпространение
Видът е разпространен в Ангола, Бенин, Ботсвана, Бурунди, Габон, Гамбия, Гана, Гвинея, Гвинея-Бисау, Екваториална Гвинея, Замбия, Зимбабве, Камерун, Република Конго, Демократична република Конго, Кот д'Ивоар, Кения, Либерия, Малави, Мозамбик, Намибия, Нигерия, Руанда, Сенегал, Сиера Леоне, Судан, Свазиленд, Танзания, Того, Уганда, Централноафриканската република, Южна Африка и Южен Судан.